# Peñacastillo (montaña)
Peñacastillo es un monte situado entre el pueblo homónimo y Santander, rodeado de áreas urbanizadas y, debido a la poca elevación de estas, muy visible a pesar de contar con una altitud de sólo 139 m s. n. m. Posee una prominencia de 102 metros, estando la cumbre mayor más próxima a casi 7 km de distancia (la Sierra de Liencres). A 68 m s. n. m., cerca de la cumbre, se encuentra la iglesia de Peñacastillo.

## Descripción
Su ladera sureste ha sido destruida por una cantera de roca caliza, mientras que en la noroeste, bastante empinada, sobreviven algunos tojos y encinas. También está muy presente el eucalipto.
En su punto más alto existen unas ruinas, probablemente de un castillo, lo que le daría el nombre a la montaña.
De la iglesia parte una ruta que asciende hasta la parte más alta del monte y que lo recorre.
Antaño se la conocida como la Peña del Castillo.
Un depósito de agua semienterrado de planta circular, de 8.800 metros cúbicos de capacidad, fue construido entre 2008 y 2009 al oeste de la cumbre para garantizar el suministro de la población de la zona.

## Galería de imágenes

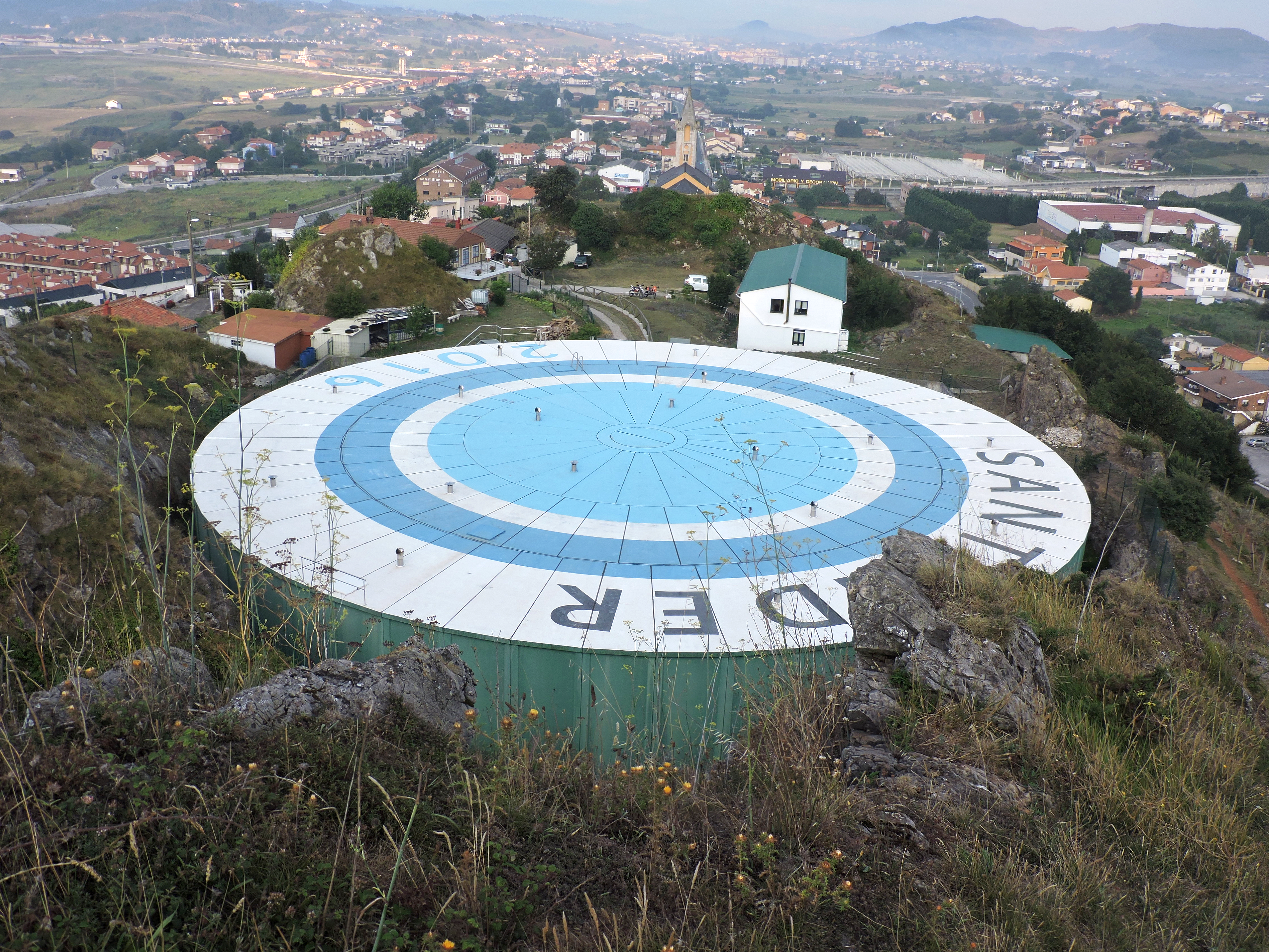
El depósito de agua cerca de la montaña
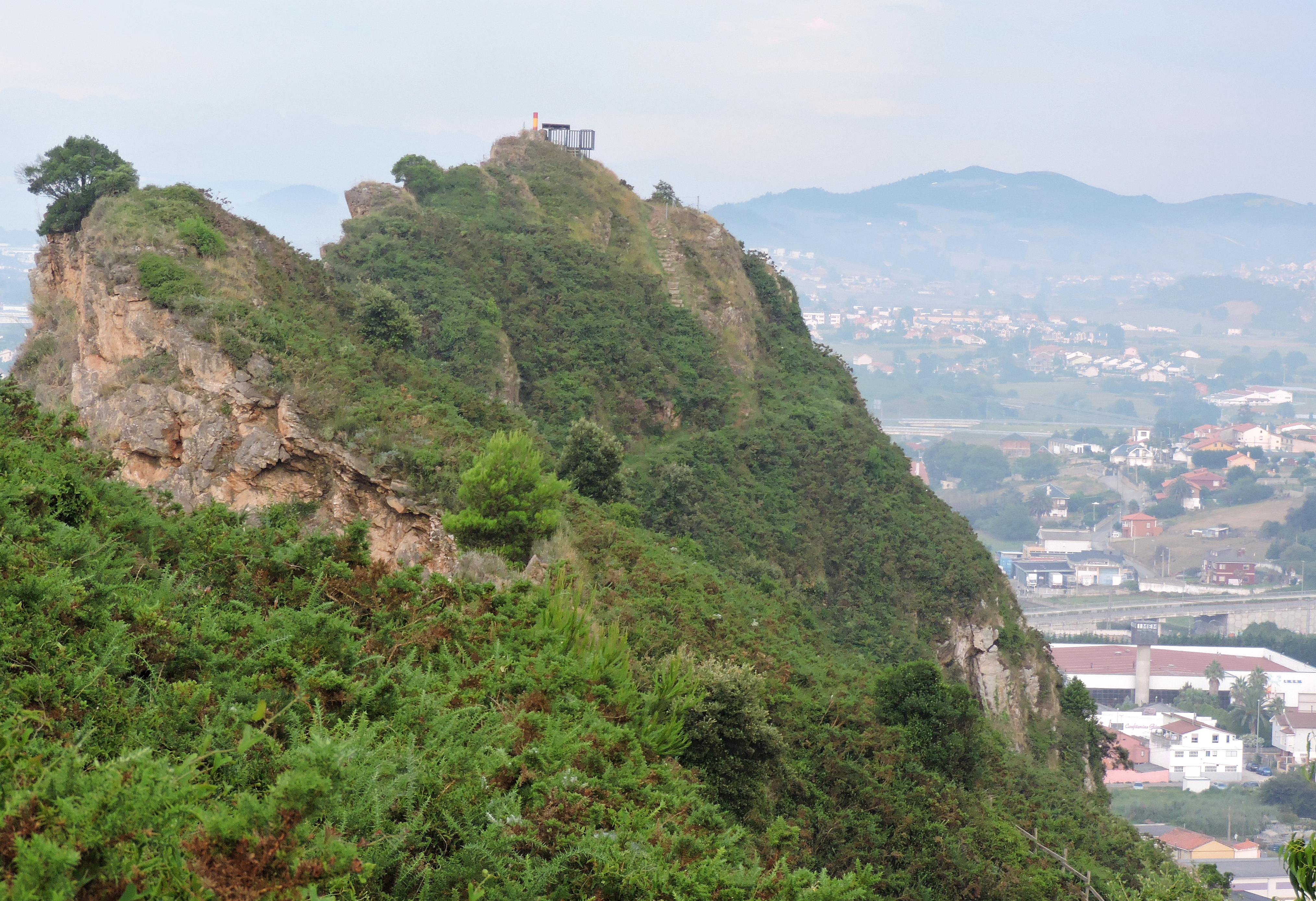
La cara noroeste
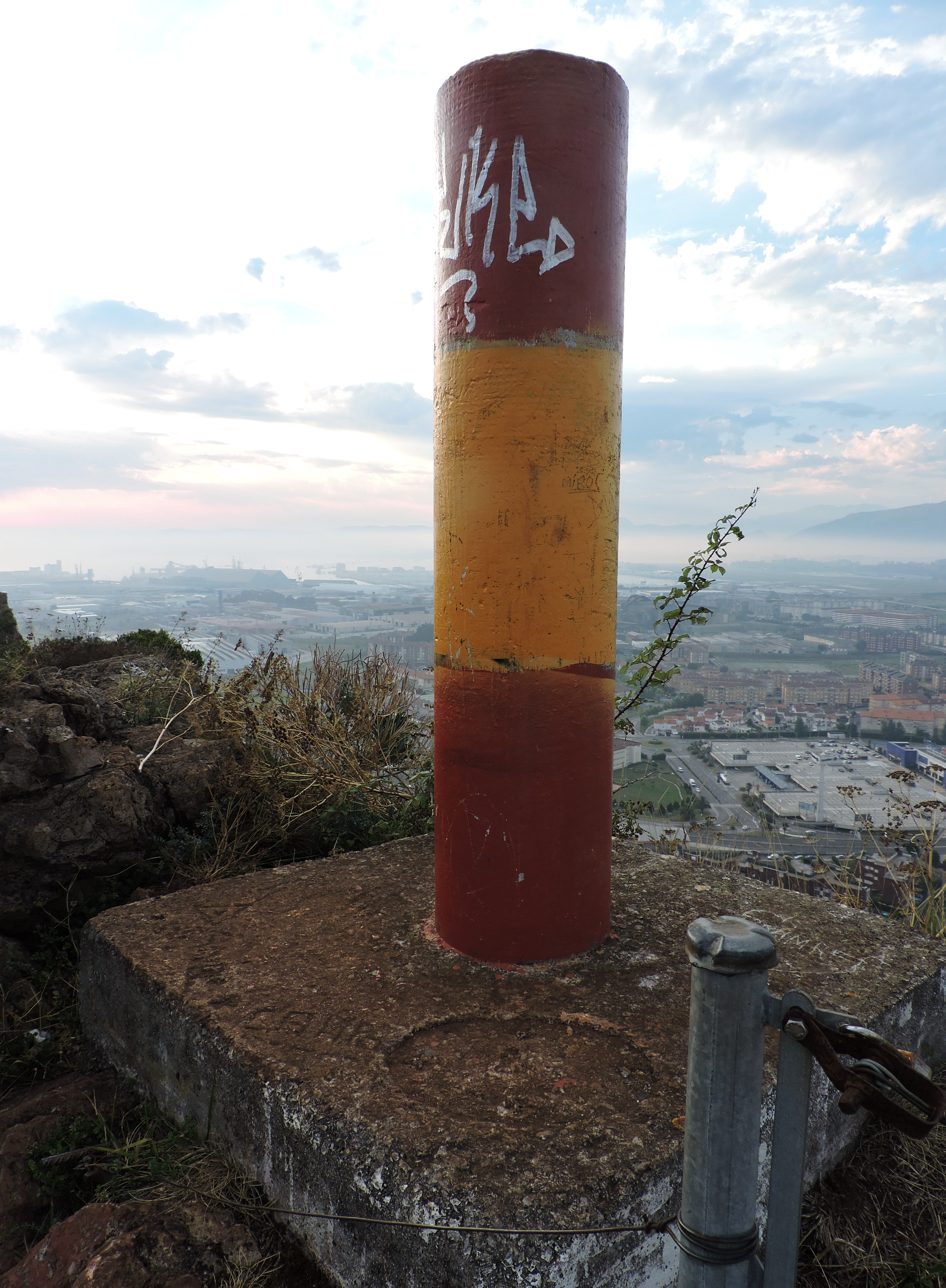
El vértice geodésico en la cumbre